# 前男友 (台灣電視劇)
《前男友》是2011年台灣偶像劇，於台視週五優質戲劇系列播出。播出時間自2011年12月30日起，至2012年3月30日為止。主要演員包括楊祐寧、李千娜、黃志瑋、廖苡喬、增山裕紀等人。
全劇於高雄取景拍攝，2011年6月24日舉行祈福開鏡儀式、7月5日正式開拍、10月11日全劇殺青。

## 概要
本劇網羅許多電影界新星，男主角楊祐寧與女主角李千娜曾分別拿下第41屆及47屆的「金馬獎最佳新演員」，這次攜手領銜主演臺視偶像劇，正式跨足電視圈。
除了電影咖之外，三大男模亦成為本劇焦點，隸屬同經紀公司的黃志瑋、李沛旭、余秉諺首度齊聚演出。

## 報告
春嬌記得很清楚……
一個下著雨的夏日午後，那時還是少女的春嬌來到志明的房前，打開門的春嬌見到了志明正吻著另一個少女……
志明的臉，春嬌已經記不太起來，只記得，那時一旁的CD PLAYER還放著那首該死的五月天「志明與春嬌」……
地球是圓的，總有一天遇到你……
獨立、優秀的上質女孩－林春嬌，在外人眼中工作、戀愛、生活諸事順利。春嬌本以為自己能拋開過去，掌握人生、追求幸福……
某日，卻巧遇初戀前男友－賴志明，十年後的意外重逢，竟是如此驚嚇與狼狽不堪！
當「志明與春嬌」再度重逢，究竟還會發生什麼樣的火花？？？

## 播出時間
以下時間以當地時間（台灣時間）為準

### 首播
| 頻道                           | 所在地 | 播放日期       | 播出時間        |
| ------------------------------ | ------ | -------------- | --------------- |
| 台視綜合台（數位頻道同步播出） | 臺灣   | 2017年12月30日 | 每週六22:00播出 |

### 重播
| 頻道       | 所在地 | 播放日期      | 播出時間          |
| ---------- | ------ | ------------- | ----------------- |
| 年代MUCH台 | 臺灣   | 2012年1月7日  | 每週六10:00播出   |
| 台視       | 臺灣   | 2018年1月8日  | 每星期一23:45播出 |
| 台視       | 臺灣   | 2018年1月14日 | 每週日12:30播出   |

## 演員陣容

### 主要演員
| 演員   | 角色         | 介紹 | 登場    |
| 楊祐寧 | 賴志明       | Never Land企業企劃助理 志明個性天真、樂觀，受母親堅強個性影響，志明知道自己不用強出頭，但要能保護比自己弱的人。十年後，志明被母親要求回到高雄，去Never Land企業應徵工作，意外和春嬌重逢，更慘的是直屬主管就是林春嬌！志明掩飾尷尬和春嬌在一起工作，還要假裝兩人初識，更要自在地嬉笑怒罵。不知道春嬌是否對自己還有感情，但驚訝自己一點都沒有忘記春嬌，偶爾會不小心暴露對春嬌的好。志明知道春嬌現任男朋友是條件比他好的男人，要成全他們嗎？不行！任何事物都可以讓，但女人不能讓，尤其是讓他一生一次認真的林春嬌。          | 全劇    |
| 李千娜 | 林春嬌 Diana | Never Land企業企劃經理 對一個性格認真，功課優異的青春少女來講，17歲時的春嬌也曾經憧憬過所謂的戀愛，春嬌當然也渴望擁有，但她不會說出來，因為「少女應該是矜持的」。春嬌全心全意奉獻的初戀，在18歲那天知道她的初戀男友－賴志明居然劈腿之後又搞失蹤，從此不見人影後，就結束了。27歲的她在人生邁入新階段的時候，又讓她遇見那個討人厭的「前男友」？現任男朋友是企業副總戴亦翔，也是準企業接班人，知道副總結過婚、育有一女，相信靠自己的努力可以做到完美情人兼溫柔母親，但春嬌再次遇上志明後，她開始不確定，這是不是自己要的…。 | 全劇    |
| 黃志瑋 | 戴亦翔       | Never Land企業的準接班人 Never Land企業的準接班人，外表風度翩翩，氣質高雅，他是最佳的上司，也是女性心中最佳的情人。但他自己心裡清楚，真實的他並不完美，現實中，他離過婚，有過一段經歷爭吵與失敗的婚姻。自從某一次，他因為加班不得不從育兒園裡把女兒泱泱接到辦公室，在忙完工作時，卻意外看見泱泱跟春嬌，兩人玩得一身汗，泱泱的笑容很燦爛，而春嬌笑得很美……。 | 全劇    |
| 廖苡喬 | 蔡小Z        | 春嬌的高中好友 她的人生夢想就是釣上了鑽石單身漢後，從此當上藍鑽少奶奶，好命一生。除了志明，她可說是最了解春嬌的人，並且在她與志明的交往過程一路支持她從不曾背棄過，理性又冷靜的她對於事情都有自己的看法。她知道柯博文對她的感情，她也不否認對柯博文有好感，但是她始終無法誠實的接受吃不飽也餓不死的PUB老闆對她的追求。而在她無法決定的時候，上天早已為她安排好了。 | Ex 1-13 |

### 其他演員
| 演員     | 角色   | 介紹 | 登場           |
| 納豆     | 柯博文 | PUB的老闆，柯妙麗的哥哥。人稱「最靈活的小胖子」，是大家的開心果，他可說是在志明這群好友裡意志力最堅強，也最會照顧朋友的一個。從高中時期開始，就喜歡上春嬌的朋友蔡小Z，只是他自覺小Z不會看上自己，所以自願當作備胎情人，甚至志明與春嬌分手以後，他仍繼續與小Z保持聯繫，維持好朋友的關係。 | Ex 1-12        |
| 初家晴   | 柯妙麗 | 柯博文的妹妹，在唱片公司的企劃宣傳部上班，個性古靈精怪，有點怪咖，但非常專情，暗戀著志明，志明也很知妙麗的心意，但他只是把妙麗當成妹妹一樣地疼愛。 | Ex 1-4,6,8-14  |
| 李沛旭   | 勞宇良 | 總是嚴肅廢話很多，卻是忠言逆耳，不可缺少的摯友。 | Ex 1-11,13     |
| 增山裕紀 | 鄭傑   | 一直很喜歡柯妙麗，但最後仍然選擇去尋找自己的幸福。 | Ex 1-6,8-12    |
| 陶傳正   | 戴禮中 | 戴亦翔的父親 | Ex 1,4-10,13   |
| 葛蕾     | 賴慧如 | 賴志明的母親 | Ex 1-2,4-10,14 |

### 客串演出
| 演員   | 角色         | 介紹                                       | 登場         |
| 包偉銘 | 羅主任       | 銷售部主任                                 | Ex 1-2       |
| 小甜甜 | 志明女性友人 |                                            | Ex 1         |
| 張克帆 | KEVIN        | 蔡小Z前男友                                | Ex 1         |
| 殷琦   | KEVIN情婦    |                                            | Ex 1         |
| 民雄   | 警察         |                                            | Ex 1         |
| 小應   | 麵包王       |                                            | Ex 2         |
| 宋少卿 | 韓襄理       |                                            | EX 6         |
| 朱德剛 | 春嬌父       | 極力反對春嬌與志明交往，並要求志明離開春嬌 | EX 4         |
| 謝忻   | 汪汪         | 企劃部專員                                 | Ex 1-6,12    |
| 葉蕙芝 | 左岸         | 企劃部專員                                 | Ex 1-4,8,12  |
| 余秉諺 | 大馬         | 企劃部專員                                 | Ex 1-5,12    |
| 林孟瑾 | FIONA        | 麗城銷售部專員                             | Ex 2,3,5,7-8 |
| 許毅德 | 賴志明(少年) |                                            | Ex 1-6,8,11  |
|        | 林春嬌(少年) |                                            | Ex 1-6,8     |
| 魏胖   | 柯博文(少年) |                                            | Ex 1-5,11    |
| 郭建廷 | 榮宇良(少年) |                                            | Ex 1-5,11    |
| 詹惟祥 | 鄭傑(少年)   |                                            | Ex 1-5,11    |
| 張家瑜 | 蔡小Z(少年)  |                                            | Ex 1-5       |
| 小樂   | 柯妙麗(少年) |                                            | Ex 1-2       |
| 鄧筠庭 | 泱泱         | 戴亦翔的女兒                               | Ex 1,6,8,13  |
| 黃佳屏 | 銷售部員工A  |                                            | Ex 1         |
| 高絕原 | 面試官A      |                                            | Ex 1         |
| 歐僑   | 面試官B      |                                            | Ex 1         |
| 邱彥翔 | 醫生         |                                            | Ex 1         |
| 陳思蓉 | 內衣阿桑     |                                            | Ex 1         |
| 黃萬伯 | 韓國客戶     |                                            | Ex 3         |
| 梁沛妤 | 巧巧         | 勞宇良的太太                               | Ex 3,7       |
| OWEN   | 戴亦翔(少年) |                                            | Ex 5,8       |
| 李傑聖 | Jay          |                                            | Ex 8         |
| 應采靈 | 戴母         | 亦翔之母，割腕自殺                         | Ex 5,8,13    |
| 莫子儀 | 莫子宜       | 春嬌的男朋友                               | Ex 14        |
| 簡嫚書 |              | 志明的女朋友                               | Ex 14        |
| 彭若儀 | 賴貝貝       | 志明與妙麗的女兒                           | Ex 14        |

## 電視劇歌曲
| 曲別   | 歌名         | 演唱者 | 作詞          | 作曲   |
| 片頭曲 | 一直都愛著你 | 小宇   | 陳妍君/宋念宇 | 宋念宇 |
| 片尾曲 | 我們說好了   | 小宇   | 曹宇棠/宋念宇 | 宋念宇 |
| 插曲   | 遇上了妳     | 小宇   | 曹宇棠/宋念宇 | 宋念宇 |
| 插曲   | 這個女孩     | 小宇   | 曹宇棠/宋念宇 | 宋念宇 |
| 插曲   | 突然好想你   | 五月天 | 阿信          | 阿信   |
| 插曲   | 志明與春嬌   | 五月天 | 阿信          | 阿信   |

## 相關商品

### 電視原聲帶
前男友電視原聲帶由鐵碗音樂製作，Avex發行。原聲帶中收錄了劇中片頭曲、片尾曲及所有配樂。臺灣2012年1月19日發行。

### 曲目
| 專輯名稱         | 曲目                                  | 歌曲資料                             | 歌詞          |
| ---------------- | ------------------------------------- | ------------------------------------ | ------------- |
| 前男友電視原聲帶 | 1.一直都愛著你(Prelude) （配樂）      | 曲、編曲、和聲編寫、和聲：宋念宇     |               |
| 前男友電視原聲帶 | 2.這個女孩(前男友插曲)                | 曲、編曲、和聲編寫、和聲、鼓：宋念宇 | 曹宇棠/宋念宇 |
| 前男友電視原聲帶 | 3.一直都愛著你(前男友片頭曲)          | 曲、編曲、和聲編寫、和聲：宋念宇     | 陳妍君/宋念宇 |
| 前男友電視原聲帶 | 4.一直都愛著你(Instrumental) （配樂） | 曲、編曲、和聲編寫、和聲：宋念宇     |               |
| 前男友電視原聲帶 | 5.最後只能說再見                      | 曲、編曲、和聲編寫、和聲：宋念宇     | 曹宇棠/宋念宇 |
| 前男友電視原聲帶 | 6.遇上了妳(前男友插曲)                | 曲、編曲、和聲編寫、和聲、鼓：宋念宇 | 曹宇棠/宋念宇 |
| 前男友電視原聲帶 | 7.Every Time You Smile                | 曲、編曲、和聲編寫、和聲：宋念宇     | 林晏伃/宋念宇 |
| 前男友電視原聲帶 | 8.我們說好了(前男友片尾曲)            | 曲、編曲、和聲編寫、和聲：宋念宇     | 曹宇棠/宋念宇 |
| 前男友電視原聲帶 | 9.一直都愛著你(在家練唱版)            | 曲、編曲、和聲編寫、和聲：宋念宇     |               |
| 前男友電視原聲帶 | 10.最後只能說再見 （在家練唱版）      | 曲、編曲、和聲編寫、和聲：宋念宇     |               |
| 前男友電視原聲帶 | 11.我們說好了（在家練唱版）           | 曲、編曲、和聲編寫、和聲：宋念宇     |               |

## 收視率
| 播映日期       | 集數 | 標題                                                                                        | 平均收視率 | 收視排名 | 備註      |
| -------------- | ---- | ------------------------------------------------------------------------------------------- | ---------- | -------- | --------- |
| 2011年12月30日 | 01   | 好久不見，妳最近過得好嗎？ 我好不好，關你屁事啊…                                            | 0.79       | 3        |           |
| 2012年1月6日   | 02   | 分手的前男友，就跟死了沒兩樣                                                                | 0.90       | 3        |           |
| 2012年1月13日  | 03   | 原來最令人遺憾的， 不是當年分手的眼淚 而是，我們誰也回不到相戀的那一天                      | 0.77       | 3        |           |
| 2012年1月20日  | 04   | 十八歲，喜歡一個人 就是全世界 二十八歲，學會一個人 才是現實世界                             | 未公布     | -        |           |
| 2012年1月27日  | 05   | 如果還有機會讓我重來一次， 就算要我犧牲全世界 我都絕對不會再放手                            | 0.87       | 3        |           |
| 2012年2月3日   | 06   | 在愛情裡，不能只有一個人做決定。 不管快樂，還是委屈                                         | 0.95       | 3        |           |
| 2012年2月10日  | 07   | 我以為我是希望得到你的祝福 但我錯了…因為這份祝福讓我有點痛                                  | 0.90       | 3        |           |
| 2012年2月17日  | 08   | 我還有沒有勇氣什麼都不要 就只選擇你一個人成為我的全世界？                                   | 0.89       | 3        |           |
| 2012年2月24日  | 09   | 我以為我可以習慣沒有你的生活 但我卻不知道… 沒有人可以習慣心裡失去一個人的痛                 | 0.70       | 3        |           |
| 2012年3月2日   | 10   | 我從來都不知道，原來人的心真的會很痛 不論你怎麼拼命掙扎都無法擺脫。                         | 0.52       | 4        |           |
| 2012年3月9日   | 11   | 如果我現在學會珍惜 是不是…就不會再失去了… 是不是…就會把你還給我了？                         | 0.67       | 4        |           |
| 2012年3月16日  | 12   | 為了要忘記你， 所以我決定把想你的心情，藏在心裡最深處… 誰知道，越藏越裡面，越藏越忘不了你…  | 0.67       | 4        | 播100分鐘 |
| 2012年3月23日  | 13   | 我們以為我們擁抱是永遠 但其實我們擁有的只有那瞬間…                                          | 0.66       | 4        | 播100分鐘 |
| 2012年3月30日  | 14   | 你不是不愛我了，你只是要到一個 很遠很遠的地方 一個我永遠都到不了的地方 這樣想…我會好過一點… | 0.84       | 3        | 播100分鐘 |
| 平均收視       |      |                                                                                             | 0.78       |          |           |

- 同時段偶像劇：中視《真的漢子／翻糖花園》、民視《廉政英雄》、三立《愛。回來》
- 由AGB尼爾森調查，調查範圍為四歲以上收看電視之觀眾。
- 資料來源：中時娛樂

## 製作團隊
- 監製：劉麗惠
- 製作人：黃萬伯
- 編劇：簡奇峯、林欣慧
- 企劃：游芳瑄
- 導演：中中
- 製片：張志偉
- 攝影：李清迪、魏思傑、傅允浩
- 燈光：陳彥旭
- 製作公司：伯特利影像製作有限公司

## 節目獎項
| 第47屆金鐘獎     |                |      |
| 獎項             | 受獎者         | 結果 |
| 戲劇節目男主角獎 | 楊祐寧         | 入圍 |
| 戲劇節目女主角獎 | 李千娜         | 入圍 |
| 戲劇節目編劇獎   | 簡奇峯、林欣慧 | 入圍 |

## 腳註
1. ↑  . 自由電子報. 2011-06-25  [2011-06-25]. （原始内容存档于2011-06-28） （中文（臺灣））.

## 外部連結
- 台視《前男友》官方網站 （页面存档备份，存于）
- 前男友的Facebook專頁
- 互联网电影数据库（IMDb）上《前男友》的资料（英文）
- 时光网上《前男友》的資料（简体中文）
- 豆瓣电影上《前男友》的資料 （简体中文）

## 作品的變遷
| 台視 周五優質戲劇 | 台視 周五優質戲劇                  | 台視 周五優質戲劇                  |
| --- | ---------------------------------- | ---------------------------------- |
| | 前男友 （2011.12.30 – 2012.03.30） |                                    |
| 勇士們 （2011.09.16 – 2011.12.23） | 半熟戀人 (2012.04.06 – 2012.07.13) |                                    |
| 年代MUCH台 周六22:00~23:30(23:30-23:40幕後花絮)                                                                                                 |                                    |                                    |
| 今晚誰當家(重播) | 前男友 （2012.01.07 – 2012.04.07） | 半熟戀人 (2012.04.14 – 2012.07.21) |
| 公視HD 周一至五 09:00~10:00 (3/8 14:00 – 15:00) 、 (3/11 10:30 – 11:30) (3/12 09:00 – 10:00) 、 (3/13 11:00 – 12:00) (3/14、3/15 10:00 – 11:00) |                                    |                                    |
| — | 前男友 （2013.02.18 – 2013.03.20） | —                                  |